# Dicranoptycha spinosissima
Dicranoptycha spinosissima là một loài ruồi trong họ Limoniidae. Chúng phân bố ở miền Tân bắc.